# Johann Ludewig (Bauer)
Johann Ludewig, auch Johannes Ludewig (* 25. Februar 1715; † 12. Januar 1760, vermutlich in Cossebaude bei Dresden)
war ein deutscher Bauer und Steuereinnehmer. Neben Johann Georg(e) Palitzsch und Christian Gärtner war er einer der „Bauernastronomen“ des Dresdner Elbtals. Ludewig wurde europaweit durch seine Schrift „Der gelehrte Bauer“ von 1756 bekannt.

## Ehrungen
Mit seiner Schrift „Der gelehrte Bauer“ von 1756 wurde Ludewig europaweit bekannt. Christian Gotthold Hoffmann, ein Dresdner Finanzbeamter, gab dieses Werk mit einem Vorwort heraus, in dem er seine Absicht beschrieb, die Bildung in deutscher Sprache zu unterstützen und zu zeigen, dass es bei der Volksaufklärung durch Mathematik und die „vernünftige“ Philosophie von Christian Wolff „nur auf das Wollen ankomme“.
Bereits ein Jahr zuvor hatte Johann Christoph Gottsched in der „Historischen Lobschrift“ zum Tode Christian Wolffs Ludewig als „talentierten Schüler“ erwähnt.
Obwohl Ludewig als Paradebeispiel des gelehrten Bauern gelten darf, steht er doch nur im Schatten seiner bekannteren Kometenentdecker Palitzsch und Gärtner, ohne diese er aber wahrscheinlich vergessen wäre (z. B. nutzte der Schriftsteller Rudolf Scholz die Gelegenheit im Palitzsch-Roman Comet und Morgenthau von 1998, seine Wertschätzung für den Cossebauder Bauerngelehrten ausführlich unterzubringen).
Die Bibliothek Cossebaude im gleichnamigen Dresdner Stadtteil (als Bestandteil der Städtischen Bibliotheken Dresden) ist nach ihm benannt.
Als Ludewig Anfang 1756 in Leipzig an der Universität von Johann Heinrich Winckler examiniert wurde, entstand wohl auch ein Gemälde von Benjamin Calau, welches zur Sammlung des Stadtgeschichtlichen Museums Leipzig gehört.
Vor seinem Hof in Cossebaude (heute Talstraße 6) erinnert eine Gedenktafel an ihn.

### Der gelehrte Bauer
- Johann Ludewig: Der gelehrte Bauer. Hekel, Dresden 1756, urn:nbn:de:gbv:3:1-154670 (uni-halle.de [PDF; abgerufen am 29. Januar 2019]).
- Johann Ludewig: Der gelehrte Bauer. Mit D. Christian Gotthold Hoffmanns Vorbericht nebst Kupffern. Neudruck der ersten Ausgabe Dresden 1756. Mit einem Nachwort von Holger Böning, Stuttgart-Bad Cannstatt, 1992, ISBN 3-7728-1400-X.

### Andere Literatur
- Jürgen Helfricht: Astronomiegeschichte Dresdens. Hellerau-Verlag, Dresden 2001, S. 62–64.
- Jürgen Helfricht: Hexenmeister und Bauernastronomen in Sachsen. Tauchaer Verlag, Taucha 1999.
- Manfred Bachmann: Über die „gelehrten Bauern“ Sachsens im 17./18. Jahrhundert. In: Rudolf Scholz: Comet und Morgenthau. Berlin 1998.
- Max Zimmer: Johann Ludewig. Der gelehrte Bauer von Cossebaude 1715–1760. Dresden 1908 (Digitalisat der SLUB Dresden).